# Malá Čalomija
Malá Čalomija es un municipio del distrito de Veľký Krtíš en la región de Banská Bystrica, Eslovaquia, con una población estimada a final del año 2024 de 194 habitantes.
Se encuentra ubicado al suroeste de la región, en la cuenca hidrográfica del río Ipoly —un afluente izquierdo del Danubio— y cerca de la frontera con la región de Nitra y con Hungría.

## Demografía
| Año        | 1994 | 2004 | 2014     | 2024    |
| ---------- | ---- | ---- | -------- | ------- |
| Población  | 252  | 252  | 213      | 194     |
| Diferencia |      | +0 % | −15,47 % | −8,92 % |

| Año        | 2023 | 2024    |
| ---------- | ---- | ------- |
| Población  | 185  | 194     |
| Diferencia |      | +4,86 % |